# Combustión (película)
Combustión es una película española estrenada en 2013 y dirigida por Daniel Calparsoro. Fue presentada en la 16.ª edición del Festival de Málaga de Cine Español. La banda sonora de la película fue hecha por Carlos Jean.

## Sinopsis
Navas  (Alberto Ammann), Ari (Adriana Ugarte) y Nano (Christian Mulas) son una banda de atracadores que utilizan a la chica como cebo para entrar en las casas.
Julia (María Castro) es dueña de una joyería heredada de sus padres muertos en un atraco y Mikel (Alex Gonzalez) es su novio, que acaba de mudarse con ella y se van a casar.
La banda está buscando dar un último golpe para retirarse y para conseguir su objetivo utilizarán los encantos de Ari para acercarse a Mikel, que seducido por ella entra en mundo de estafas, engaños y carreras ilegales de coches.

## Reparto
| Intérprete           | Personaje               |
| -------------------- | ----------------------- |
| Álex González        | Mikel                   |
| Adriana Ugarte       | Ari                     |
| Alberto Ammann       | Navas                   |
| María Castro         | Julia                   |
| Christian Mulas      | Nano                    |
| Juan Pablo Shuk      | Argentino               |
| Marta Nieto          | Carla                   |
| Luis Zahera          | Detective               |
| Miguel Barberá       | Arturo                  |
| Mario de la Rosa     | Gorila 1                |
| Marina Campos Albiol | Chica discoteca         |
| Laura Moure          | Chica sexy en discoteca |
| Erand Hoxha          | Gorila 2                |
| María Calazza        | Chica Despedida 1       |
| Mundy Rieu Jr.       | Invitado Fiesta         |
| Mark Joyce Wolf      | Invitado Fiesta         |
| Yassin Serawan       |                         |
| Jordi Roig           | Chico fiesta            |

## Premios y nominaciones
Neox Fan Awards 2013
| Categoría            | Persona         | Resultado |
| -------------------- | --------------- | --------- |
| Mejor película.      | Mejor película. | Nominada  |
| Mejor actriz de cine | María Castro    | Nominada  |